# 吉岡友愛
吉岡 友愛（よしおか ともよし、1863年11月18日（文久3年10月8日） - 1905年（明治38年）3月7日）は、日本の陸軍軍人。最終階級は陸軍中佐（戦死後大佐昇進）。玄洋社社員。

## 経歴
福岡藩（福岡県）地行出身。父は吉岡孫太夫善次、母はゆき、兄は義處。陸軍大学校卒。
日露戦争ではじめ旅順攻囲軍に属し旅順攻囲戦に参加、旅順陥落後の1905年（明治38年）1月26日に歩兵第三十三連隊長に着任し、黒溝台会戦に参加。奉天会戦でロシア軍を退却させたが逆襲に会い、1905年（明治38年）3月7日戦死。享年41歳。
奉天会戦で戦死した吉岡の後を受け第3軍高級副官となったのは塚田清市。吉岡は山座円次郎の少年時代からの親友であり、山座円次郎の妹いくと結婚し義弟であった。
金鵄勲章（功四級金鵄勲章）と勲三等旭日中綬章を授与された。
福岡市中央区にある西公園 (福岡市)に、日清日露戦争記念碑と共に吉岡友愛大佐記念碑があったが、1926年（大正15年）に建立された吉岡の銅像は、第二次世界大戦の最中に供出され現在は無い。

## 栄典
位階
- 1890年（明治23年）10月15日 - 正八位[2]
- 1892年（明治25年）1月27日 - 従七位[3]

勲章
- 1905年（明治38年）3月7日 - 功四級金鵄勲章・勲三等旭日中綬章[4]